# ジャスト・サポージン
『ジャスト・サポージン』 (Just Supposin' ) は、ステイタス・クォーによる13枚目のアルバム。

## 解説
本作は、ステイタス・クォーとジョン・エデンの共同プロデュースにより、ダブリンのウィンドミル・レーン・スタジオで収録された。1980年10月にリリースされ、全英アルバムチャートにて4位を記録した。
同年に、「ワット・ユア・プロポージング」と両A面の「ライズ」/「ドント・ドライヴ・マイ・カー」の3曲がシングルとしてリリースされた。また、バンドの次作『ネヴァー・トゥー・レイト』がリリースされた後の、1981年の終わりには、バンドとしては珍しいバラード「ロックンロール」のエディテッド・ヴァージョンがリリースされた。実りの多いレコーディング・セッションが行われたため、『ネヴァー・トゥー・レイト』の原作ともなり、わずか5ヶ月の間を空けて、次のアルバムがリリースされることとなった。
「Over the Edge」は、ステイタス・クォーのベーシスト、アラン・ランカスターと、イギリスのバンド、ザ・ケースやスリーピー・トーク、ミスター・トードのリードシンガーであり、オーストラリアのグラムロック・バンド、ハッシュの創設者であるキース・ラムとの共作である。

## 評価
| 専門評論家によるレビュー | 専門評論家によるレビュー |
| レビュー・スコア         | レビュー・スコア         |
| 出典                     | 評価                     |
| ------------------------ | ------------------------ |
| Allmusic                 | [ 2 ]                    |

このアルバムについてのレビューで、Allmusicは、アルバムの曲を賞賛して、「ブギがニュー・ウェイヴと密接に結びつき、その年の最新の流行の先駆者となった」とコメントしている。

## 収録曲

### A面
1. "What You're Proposing"
演奏時間: 4:15、作曲: ロッシ、フロスト
2. "Run to Mummy"
演奏時間: 3:08、作曲: ロッシ、ボウン
3. "Don't Drive My Car"
演奏時間: 4:30、作曲: パーフィット、ボウン
4. "Lies"
演奏時間: 3:56、作曲: ロッシ、フロスト
5. "Over the Edge"
演奏時間: 4:29、作曲: ランカスター、キース・ラム

### B面
1. "The Wild Ones"
演奏時間: 3:53、作曲: ランカスター
2. "Name of the Game"
演奏時間: 4:26、作曲: ロッシ、ランカスター、ボウン
3. "Coming and Going"
演奏時間: 6:20、作曲: パーフィット、ヤング
4. "Rock 'n' Roll"
演奏時間: 5:23、作曲: ロッシ、フロスト

### 2005年リイシュー盤ボーナストラック
1. "AB Blues"
演奏時間: 4:28、作曲: ロッシ、パーフィット、ランカスター、コーラン、ボウン

## パーソネル
- フランシス・ロッシ – ギター、ヴォーカル
- リック・パーフィット – ギター、ヴォーカル
- アラン・ランカスター – ベース、ヴォーカル
- ジョン・コーラン – ドラム
- アンディ・ボウン – キーボード
- ベーニー・フロスト – バッキングヴォーカル
- ボブ・ヤング – ハーモニカ on "Coming And Going"